# Bogdan Cylwik
Bogdan Cylwik – polski naukowiec, diagnosta laboratoryjny, doktor habilitowany nauk medycznych.

## Życiorys
W 1986 ukończył analitykę medyczną na Akademii Medycznej w Białymstoku. Po studiach rozpoczął pracę w Zakładzie Diagnostyki Biochemicznej Państwowego Szpitala Klinicznego w Białymstoku. W 1991 pod kierunkiem prof. Macieja Szmitkowskiego z Zakładu Diagnostyki Biochemicznej AMB obronił pracę doktorską "Wpływ wybranych grup leków na zdolność komórek macierzystych szpiku myszy do tworzenia kolonii granulocytarno-makrofagowych (GM)" uzyskując stopień naukowy doktora nauk medycznych. W 2011 na podstawie osiągnięć naukowych i złożonej rozprawy "Diagnostyczna przydatność oznaczania kwasu sjalowego i izoform transferyny ubogowęglowodanowej (CDT) w wybranych chorobach" uzyskał stopień naukowy doktora habilitowanego nauk medycznych. Posiada specjalizację II stopnia z diagnostyki laboratoryjnej.
Przez 27 lat kierował pracownią diagnostyczną w Zakładzie Diagnostyki Biochemicznej Uniwersyteckiego Szpitala Klinicznego w Białymstoku. Od 2013 jest kierownikiem Zakładu Laboratoryjnej Diagnostyki Pediatrycznej Uniwersytetu Medycznego w Białymstoku. Członek Zarządu oddziału białostockiego Polskiego Towarzystwa Diagnostyki Laboratoryjnej.